# Mézières
Mézières (toponimo francese) è un comune svizzero di 1 076 abitanti del Canton Friburgo, nel distretto della Glâne.

## Storia
Il 1º gennaio 2004 ha inglobato il comune soppresso di Berlens.

## Monumenti e luoghi d'interesse

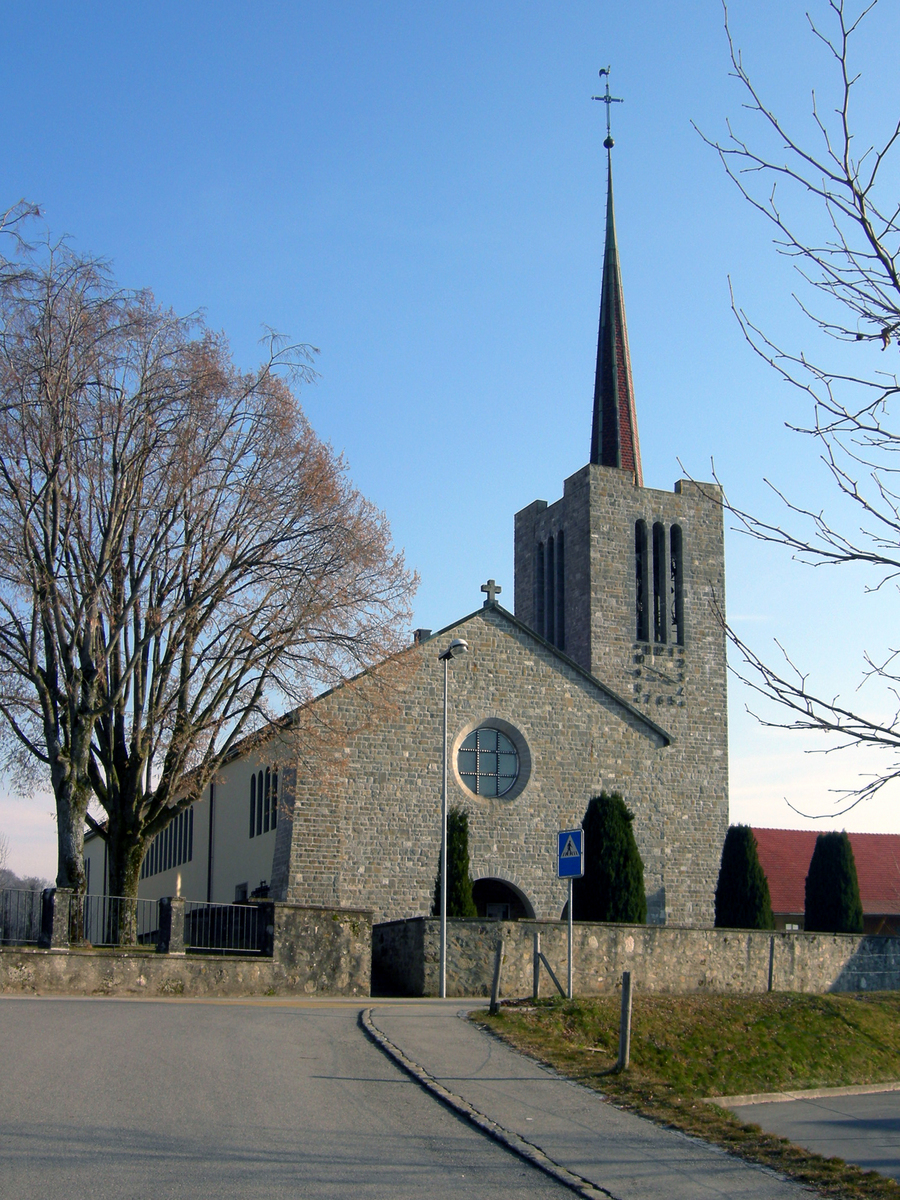
La chiesa cattolica di San Pietro in Vincoli

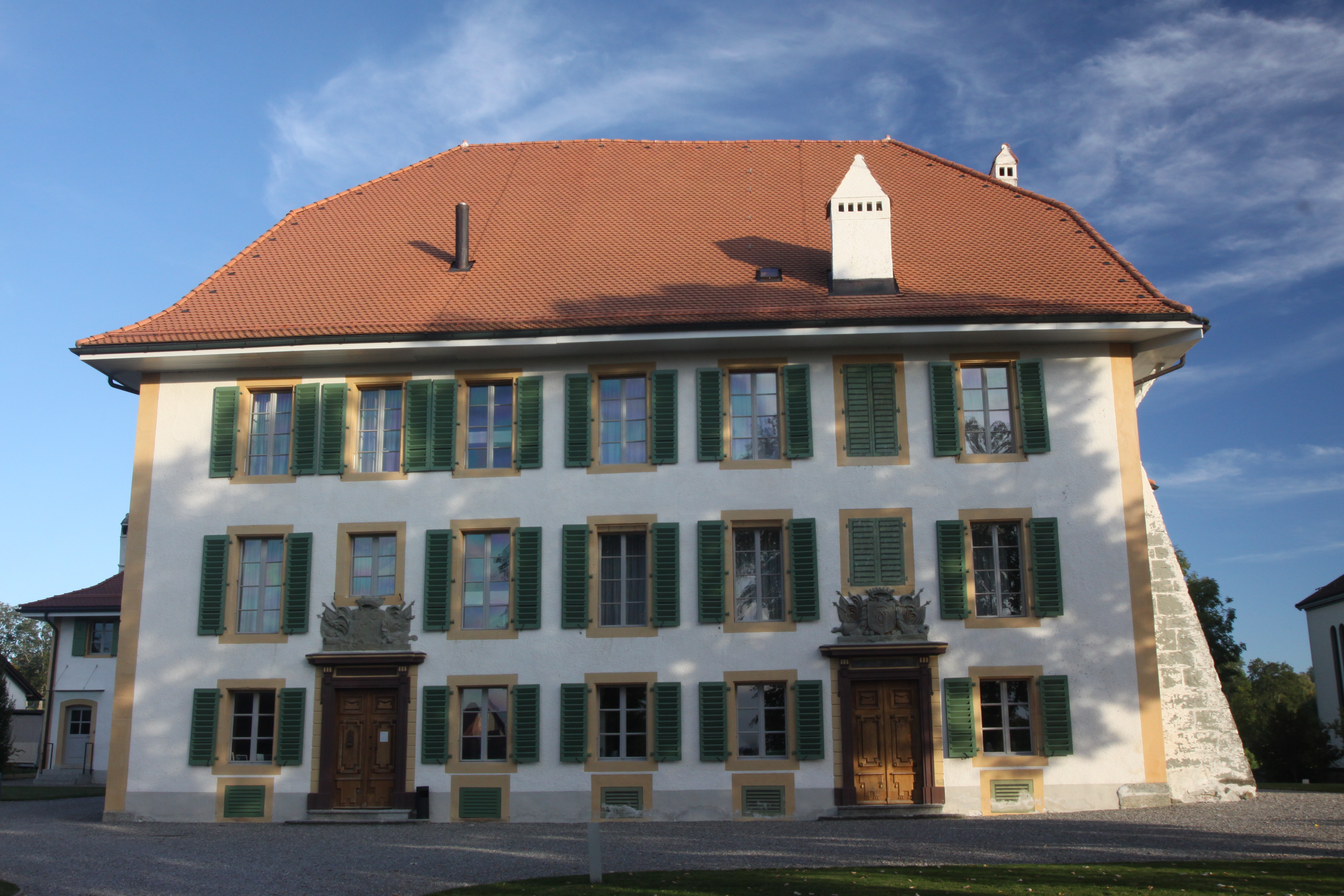
Il castello di Mézières

- Chiesa cattolica di San Pietro in Vincoli, eretta nel 1937-1939[1].
- Castello di Mézières, attestato dal 1179 e ricostruito nel XVIII secolo[1].

## Società

### Evoluzione demografica
L'evoluzione demografica è riportata nella seguente tabella:
Abitanti censiti

## Infrastrutture e trasporti
Mézières è servito dall'omonima stazione sulla ferrovia Bulle-Romont.

## Amministrazione
Ogni famiglia originaria del luogo fa parte del comune patriziale che ha la responsabilità della manutenzione di ogni bene comune.